# Когенајм
Когенајм (немачки - Kogenheim) је насеље и општина у Француској у региону Алзас, у департману Доња Рајна.
По подацима из 2011. године у општини је живело 1107 становника, а густина насељености је износила 94,05 становника/km².

## Демографија
| 1962. | 1968. | 1975. | 1982. | 1990. | 2011. |
| ----- | ----- | ----- | ----- | ----- | ----- |
| 1.033 | 1.064 | 936   | 932   | 867   | 1.107 |